# Aeroportul Forbes
Aeroportul Forbes (IATA: FRB, ICAO: YFBS) este un aeroport din Forbes⁠(d), Noul Wales de Sud, Australia. A fost numit după Forbes⁠(d).
Situat la o altitudine de 233 m, aeroportul dispune de o singură pistă. Este operat de Forbes Shire⁠(d).